# Hadena atlantis
Hadena atlantis là một loài bướm đêm trong họ Noctuidae.